# Ann Louise Skoglundová
Ann Louise Skoglundová (* 28. června 1962) je bývalá švédská atletka, která se věnovala čtvrtce s překážkami, mistryně Evropy v této disciplíně z roku 1982.

## Sportovní kariéra
Jejím největším úspěchem byl titul mistryně Evropy v běhu na 400 metrů překážek v roce 1982. Zvítězila v nejlepším světovém výkonu tohoto roku.